# Dorfkirche Satow

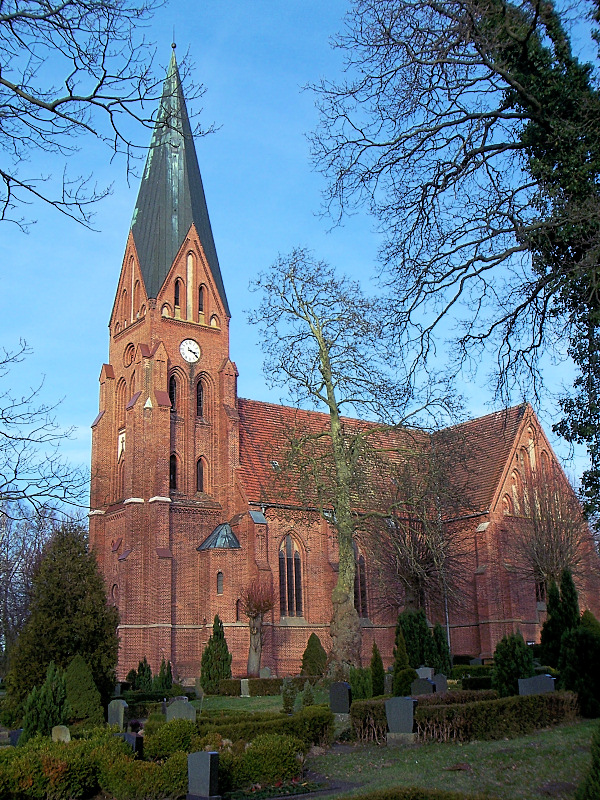
Dorfkirche Satow

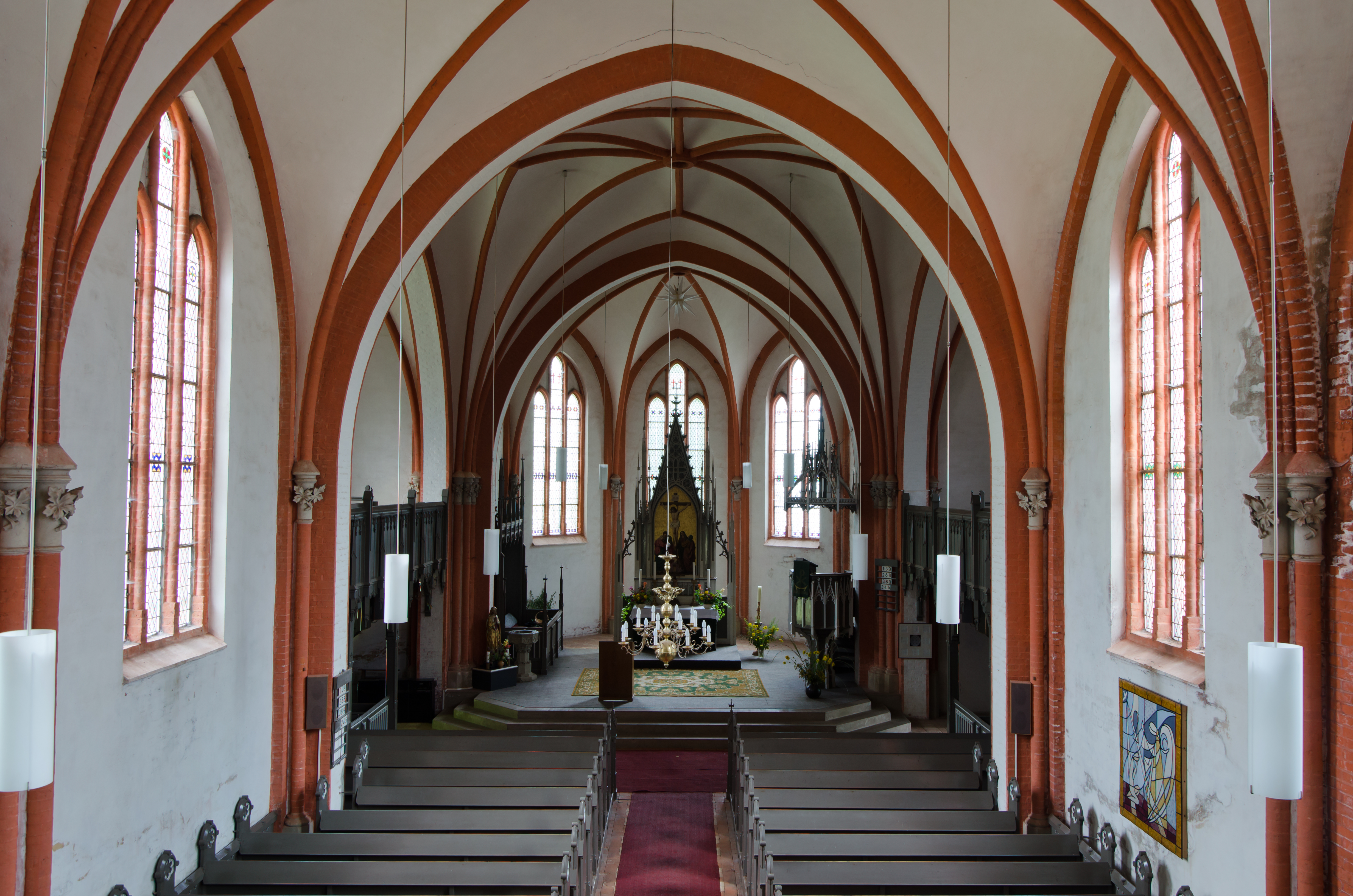
Innenansicht von der Empore

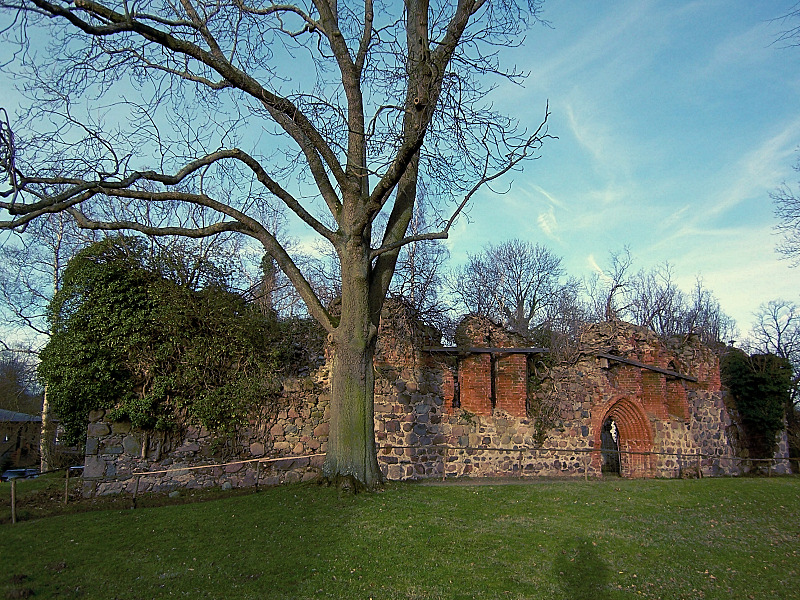
Alte Kirche Satow

Die evangelische Dorfkirche Satow ist eine neugotische Backsteinkirche in Satow im Landkreis Rostock in Mecklenburg-Vorpommern. Sie wird interkonfessionell von der Kirchengemeinde Satow in der Propstei Rostock der Evangelisch-Lutherischen Kirche in Norddeutschland (Nordkirche) und von der katholischen Gemeinde in Satow genutzt. In unmittelbarer Nähe befindet sich die Ruine der alten Dorfkirche Satow.

## Geschichte und Architektur
Die Kirche in Satow ist eine kreuzförmige, in allen Teilen gewölbte Saalkirche aus Backstein mit hohem Westturm, die nach Plänen von Theodor Krüger in den Jahren von 1864 bis 1867 erbaut wurde, ähnlich der Johanneskirche in Dömitz. Das Bauwerk ist im Innern mit Kreuzrippengewölben geschlossen, die von Wandvorlagen mit Dienstbündeln und Blattkapitellen getragen werden, die Vierung mit einem Sterngewölbe. Dreiteilige spitzbogige Fenster erhellen das Innere. Das Äußere wird durch den Turm mit hohem Spitzhelm akzentuiert, der von einem Treppenturm begleitet wird, welcher das Turminnere und die Westempore erschließt. Das Querschiff ist mit blendengegliederten Giebeln geschmückt und innen mit hölzernen Emporen versehen. Im Westen unter der Orgelempore ist eine Winterkirche eingebaut.

## Ausstattung
Das Innere enthält eine einheitliche Ausstattung der Neugotik mit einem Altar mit Gemälde von Theodor Fischer aus dem Jahr 1867, welches die Kreuzigung darstellt. Die Glocke stammt aus der ersten Hälfte des 15. Jahrhunderts mit einem Gießerzeichen aus der Mönkehagen-Werkstatt und dem Ton cis3. Zur Ausstattung gehören weiterhin zwei silbervergoldete Kelche aus der ersten Hälfte des 17. Jahrhunderts und von 1666. Eine silbervergoldete Patene stammt aus der Wendezeit vom 17. zum 18. Jahrhundert, eine silberne Dose aus dem 17. Jahrhundert und eine silberne Kanne von 1867. Ein Krankenkelch und eine Patene aus Zinn stammen aus dem 18. Jahrhundert.
Die Orgel ist ein Werk von Friedrich Albert Mehmel aus dem Jahr 1869 mit zehn Registern auf zwei Manualen und Pedal. Im Jahr 1996 erfolgte eine Rekonstruktion der Tonmechanik und ein Neubau der Pedalwindlade durch Wolfgang Nußbücker.

## Alte Kirche

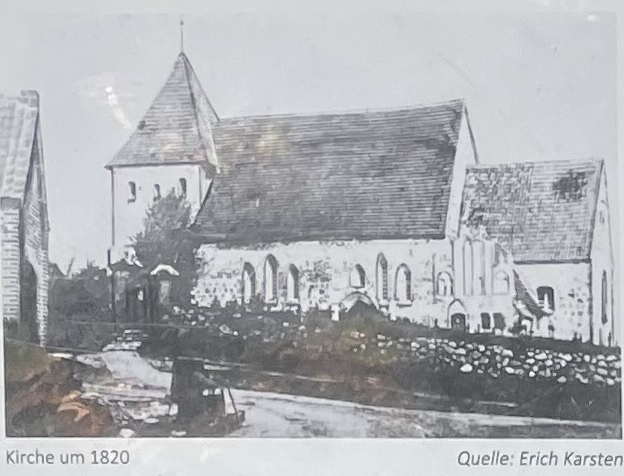
Alte Kirche um 1820

Die benachbarte alte Kirche (Karte) ist die Ruine eines Feldsteinbauwerks, das im 13. Jahrhundert unter Verwendung von Backsteinen für Portale, Fenster und Innengliederung erbaut wurde. Zuvor hatte Fürst Borwin I. im Jahr 1219 dem Kloster Amelungsborn das Gut Satow geschenkt. Die Zisterzienser begannen daraufhin mit dem Bau einer Kirche, einem Wirtschaftshof und machten Wälder und Sumpfgebiete urbar. Durch Mauerfraß kam es im Laufe der Jahrhunderte zu Schäden am Mauerwerk; die Satower errichteten daraufhin einen Neubau. Die alte Kirche wurde für 425 Taler auf Abbruch verkauft. Der Mecklenburgische Großherzog Friedrich Franz II. setzte sich allerdings im Jahr 1881 dafür ein, dass die Ruine konserviert wurde, dennoch sind das Turmmauerwerk sowie die nördliche Kirchenwand dem Verfall ausgesetzt. Erst 1992 wurden die Fassaden durch eine Balkenkonstruktion stabilisiert. Mit Mitteln aus dem LEADER-Programm erfolgte in den Jahren 2011 bis 2014 eine Sanierung.
Ein zweijochiges Schiff ist mit einem älteren quadratischen, eingezogenen Chor und einem Turmstumpf des 15. Jahrhunderts versehen. Im Schiff sind noch Ansätze der ursprünglichen Wölbung mit Domikalgewölben und des breiteren Gurtbogens auf Wandvorlagen mit Halbrundwulst erkennbar, am Chor der Ansatz eines Blendengiebels.
An der Südseite sind zwei große Dreifenstergruppen und ein Portal mit abgetrepptem Gewände erhalten, die eingestellten Rundstäbe sind mit Kelchkapitellen und Schaftringen versehen. Von der Kirchenausstattung ist nur noch eine Fünte aus Granit aus dem 13. Jahrhundert vorhanden.